# Pardosa takahashii
Pardosa takahashii es una especie de araña araneomorfa del género Pardosa, familia Lycosidae. Fue descrita científicamente por Saito en 1936.
Habita en China, Taiwán y Japón (Okinawa).